# Frédéric Legrand
Frédéric Adhémar Legrand (Bergen, 7 juni 1883 - Moskou, juli 1961) was een Belgisch smid en socialistisch-communistisch revolutionair.

## Levensloop
Op elfjarige leeftijd ging hij in de mijnen werken en als veertienjarige kwalificeerde hij zich als smid en sloot hij zich aan bij de Socialistische Jonge Wacht (SJW). Bij het uitbreken van de Eerste Wereldoorlog bood hij zich aan bij het Belgisch leger en kwam vervolgens op clandestiene wijze Frankrijk binnen. Aldaar sloot hij zich aan bij een bataljon gespecialiseerde arbeiders. Omstreeks 1915 werd hij met een 200-tal landgenoten naar Rusland gestuurd alwaar ze werden ingezet in de wapenfabrieken te Sestroretsk en Petrograd. Op de boot naar Rusland kwam hij in contact met Julien Lahaut, die soldaat was bij het Korps Autos-Canons-Mitrailleuses, dat door koning Albert I was uitgezonden om tsaar Nicolaas II bij te staan. Lahaut zou later de leider worden van de Kommunistische Partij van België (KPB).
Hij werd actief in de Russische Revolutie te Petrograd en leidde een groep van 300 Belgische bolsjewieken. Tevens nam hij deel aan de bestorming van de Hermitage op 5 november 1917. Legrand werd samen met een delegatie van Belgische arbeiders door Vladimir Lenin ontvangen en zou tot 1921 aan de zijde van de bolsjewieken vechten waarbij hij deelnam aan de Russische Burgeroorlog tegen de "Witten". Na zijn demobilisatie in 1921 werd hij eerst in Moskou en later in de Kirgizische Socialistische Sovjetrepubliek instructeur in het lassen en smeden op technische scholen. In de jaren 1930 was hij als adviseur en instructeur betrokken bij de oprichting van de staalfabriek van Magnitogorsk.
Legrand keerde nooit meer terug naar België en verkreeg het Russische staatsburgerschap. Hij stierf in 1961 op 78-jarige leeftijd in Moskou en ligt begraven op de Novodevitsjibegraafplaats. In België stond Legrand officieel opgegeven als "vermist in Rusland" waardoor zijn vrouw, die met zijn zoon in Bergen was achtergebleven, in 1920 erkend werd als oorlogsweduwe met recht op een oorlogspensioen.
- Library of Congress Control Number: nr90024899
- Système universitaire de documentation: 056837143
- Virtual International Authority File: 219276777
- WorldCat: E39PBJtmq99btTC4xGvfxGHcT3